# Afonso Arinos de Melo Franco (Schriftsteller)
Afonso Arinos de Melo Franco (* 1. Mai 1868 in Paracatu, Minas Gerais, Brasilien; † 19. Februar 1916 in Barcelona, Spanien) war ein brasilianischer Jurist und Schriftsteller. Er war ab 1901 Mitglied der Academia Brasileira de Letras.
Afonso Arinos war der Sohn des Virgílio de Melo Franco und der Ana Leopoldina de Melo Franco. Er erhielt seine erste Ausbildung in Goiás, einem Ort, an den sein Vater versetzt wurde. Das Gymnasium besuchte er schließlich in São João del-Rei und in Rio de Janeiro.
Im Jahre 1885 begann er, in São Paulo Rechtswissenschaften zu studieren. Seit seiner Studentenzeit zeigte er zunehmend Interesse für die Literaturwissenschaft und begann, einige Erzählungen zu verfassen.
Nach erfolgreichem Abschluss des Studiums im Jahre 1889 zog er mit seiner Familie nach Ouro Preto, der Hauptstadt des Staates Minas Gerais. Dort bewarb er sich zunächst mit Erfolg um eine freie Stelle als Lehrer für Geschichte. Später wurde er einer der Begründer der Juristischen Fakultät des Staates Minas Gerais und lehrte dort Strafrecht.
Während des bewaffneten Aufstandes von 1893/94 beherbergte er in seinem Hause einige Schriftsteller, die aus Rio de Janeiro flüchten mussten.
Afonso Arinos veröffentlichte in den 90er Jahren des 19. Jahrhunderts eine Reihe von Schriften in der Revista Brasileira und der Revista do Brasil. Auf Einladung des Eduardo Prado übernahm er im Jahre 1897 die Direktion der Fachzeitschrift Comércio de São Paulo.
Im Februar des Jahres 1901 wurde er zum Korrespondenten des Brasilianischen Historisch-Geografischen Instituts, dem Instituto Histórico e Geográfico Brasileiro, ernannt. Im selben Jahr bewarb er sich erfolgreich um die Mitgliedschaft in der Academia Brasileira de Letras, Stuhl 40, dem Cadeira 40, in Nachfolge von Eduardo Prado.
Die Mehrzahl seiner Werke wurde nach seinem Tod ab 1916 in den Jahren 1917–1921 veröffentlicht.

## Werke
- Pelo sertão – Erzählungen (1898)
- Os jagunços – Erzählungen (1898)
- Notas do dia (1900)
- O contratador de Diamantes – Drama (postum veröffentlicht, 1917)
- A unidade da Pátria (postum veröffentlicht, 1917)
- Lendas e Tradições Brasileiras (postum veröffentlicht, 1917)
- O mestre de campo – Drama (postum veröffentlicht, 1918)
- Histórias e paisagens (postum veröffentlicht, 1921)
- Ouro, ouro (unvollendet)